# Franz Hünten
Pour les articles homonymes, voir Hünten.
Franz Hünten, (Coblence 26 décembre 1792 - 22 février 1878), est un pianiste et compositeur prussien.

## Biographie
Né à Coblence, il est le fils de l'organiste Daniel Hünten, qui a été le professeur d'Henri Herz. Comme Herz, Franz est venu à Paris et est entré au Conservatoire de Paris en 1819. Il a étudié le piano avec Pradher et la composition avec Antoine Reicha et Cherubini. Il s'est marié en France en 1826 et y est resté jusqu'en 1848, à l'exception d'un séjour dans son pays natal entre 1835 et 1839. Il a amassé une certaine fortune grâce au succès de son enseignement et de ses œuvres. Il a écrit de la musique pour le piano agréable et techniquement peu exigeante: rondos, fantaisies, variations, danses, etc. Il a connu son premier succès avec les Variations militaires à 4 mains, op. 12, une simple imitation des variations d'Ignaz Moscheles sur l'Alexandermarsch. Sa popularité était telle que pour une pièce de dix pages, il était payé 2 000 francs,. Deux ans après avoir publié la Nouvelle méthode pour le piano-forte, op. 60 (1833), il est revenu à Coblence, où il a continué à composer; il est retourné à Paris après quelques années puis s'est retiré définitivement en 1848.
Son catalogue comprend 267 opus. La musique d'Hünten était très populaire en France, en Allemagne et en Angleterre, mais certains critiques la jugeaient sévèrement et la considéraient peu profonde et celle-ci n’est aujourd’hui plus guère jouée. Ses frères, Wilhelm Hünten, professeur de piano à Coblence, et Peter Ernst Hünten, professeur de piano à Duisbourg, ont également composé des œuvres de piano dans un style similaire. 
Son fils, Emil Hünten, est devenu peintre.